# Sparedriola cambodiana
Sparedriola cambodiana es una especie de coleóptero de la familia Oedemeridae.

## Distribución geográfica
Habita en Camboya.